# ディバイド郡 (ノースダコタ州)
ディバイド郡（英: Divide County）は、アメリカ合衆国ノースダコタ州の北西隅に位置する郡である。2010年国勢調査での人口は2,071人であり、2000年の2,283人から9.3％減少した。郡庁所在地はクロスビー市（人口1,070人）であり、同郡で人口最大の自治体でもある。

## 歴史
ディバイド郡は1910年11月の一般選挙の投票結果で、ウィリアムズ郡を2つに分けて設立された。この分割が郡名の由来になった可能性が強いが、メキシコ湾に流れる川の流域と、ハドソン湾に流れる川の流域をわける大陸分水界にあること、またアメリカ合衆国とカナダの国境にあることも郡名の決定要素である。郡政府は1910年12月9日に組織化され、その時以来一貫してクロスビーが郡庁所在地になっている。

## 地理
アメリカ合衆国国勢調査局に拠れば、郡域全面積は1,294平方マイル (3,351.4 km2)であり、このうち陸地は1,260平方マイル (3,263.4 km2)、水域は35平方マイル (90.6 km2)で水域率は2.68％である。

### 主要高規格道路
- アメリカ国道85号線
- ノースダコタ州道5号線
- ノースダコタ州道40号線
- ノースダコタ州道42号線

### 隣接する郡
- カナダ、サスカチュワン州レイクアルマ8号 - 北西
- カナダ、サスカチュワン州スアリス7号 - 北
- カナダ、サスカチュワン州カンブリア6号 - 北
- カナダ、サスカチュワン州エステバン5号 - 北東
- バーク郡 - 東
- ウィリアムズ郡 - 南
- シェリダン郡 (モンタナ州) - 西

### 観光地
ライティングロック郡区にあるライティングロック州立歴史史跡ではペトログリフ（岩面陰刻）が見られる。

## 人口動態
以下は2000年の国勢調査による人口統計データである。
| 基礎データ - 人口: 2,283人 - 世帯数: 1,005 世帯 - 家族数: 649 家族 - 人口密度: 0.7人/km2（1.8人/mi2） - 住居数: 1,469軒 - 住居密度: 0.4軒/km2（1.2軒/mi2） 人種別人口構成 - 白人: 98.99% - ネイティブ・アメリカン: 0.13% - アジア人: 0.53% - その他の人種: 0.18% - 混血: 0.18% - ヒスパニック・ラテン系: 0.61% 先祖による構成 - ノルウェー系：64.7％ - ドイツ系：24.0％ - スウェーデン系：8.8％ - アイルランド系：5.9％ 年齢別人口構成 - 18歳未満: 20.2% - 18-24歳: 3.6% - 25-44歳: 20.1% - 45-64歳: 26.6% - 65歳以上: 29.5% - 年齢の中央値: 49歳 - 性比（女性100人あたり男性の人口） - 総人口: 100.8 - 18歳以上: 97.5 | 世帯と家族（対世帯数） - 18歳未満の子供がいる: 22.5% - 結婚・同居している夫婦: 56.8% - 未婚・離婚・死別女性が世帯主: 4.2% - 非家族世帯: 35.4% - 単身世帯: 33.4% - 65歳以上の老人1人暮らし: 19.9% - 平均構成人数 - 世帯: 2.18人 - 家族: 2.79人 収入と家計 - 収入の中央値 - 世帯: 30,089米ドル - 家族: 39,292米ドル - 性別 - 男性: 28,333米ドル - 女性: 16,371米ドル225732米ドル - 貧困線以下 - 対人口: 14.6% - 対家族数: 9.5% - 18歳未満: 19.5% - 65歳以上: 14.7% |

## 経済
ディバイド郡の主要経済は農業と石油である。ノースダコタ州西部の郡と同様にウィリストン盆地のバーケン地層が露出しており、石油の埋蔵が見込まれている。

## 都市と町

### 都市
- アンブローズ
- クロスビー - 郡庁所在地
- フォーチュナ
- ヌーナン

注: ノースダコタ州の法人化された自治体は、その大きさに拠らず全て「市」になる

### その他の町
- アルカボ

### 郡区
| - アレクサンドリア - アンブローズ - ブルーミングプレーリー - ブルーミングバレー - ボーダー - バーグ - クリントン - コールフィールド - デーンビル - デウィット - エルクホーン | - ファータイルバレー - フィルモア - フレーザー - フレデリック - ガーネット - グースネック - ホーキー - ヘイランド - リンカーンバレー - ロングクリーク - メンター | - パーマー - プラマー - スートレイル - スモーキービュート - ストーンビュー - トロイ - ツインビュート - ウェストバイ - ライティングロック |